# Elecciones al Parlamento Europeo de 2019 (Estonia)
Las Elecciones al Parlamento Europeo de 2019 en Estonia se llevaron a cabo el 26 de mayo de 2019  con el propósito de elegir a los miembros de la delegación estonia del Parlamento Europeo. Debido a la salida del Reino Unido de la Unión Europea y la redistribución de escaños, la cantidad de eurodiputados elegidos de Estonia se incrementó de seis a siete una vez concretado el proceso.
En estas elecciones, pueden votar los ciudadanos de la Unión Europea residentes en Estonia que tengan 18 años de edad o más. Las personas que han sido privadas de su capacidad legal o que están cumpliendo una sentencia en una institución penitenciaria, no pueden votar. La edad mínima para ser electo como eurodiputado en Estonia es de 21 años.
Los parlamentarios estonios son elegidos de acuerdo con el principio de representación proporcional, en un distrito electoral único a nivel nacional. No hay umbral electoral, y los escaños se distribuyen de acuerdo con el método d'Hondt.

## Resultados
| Partido                 | Partido                                     | Votos   | %     | +/- | Escaños | +/-         | Grupo |
| ----------------------- | ------------------------------------------- | ------- | ----- | --- | ------- | ----------- | ----- |
|                         | Partido Reformista (ER)                     | 87 160  | 26,24 | 1,9 | 2       | Sin cambios | ALDE  |
|                         | Partido Socialdemócrata (SDE)               | 77 375  | 23,29 | 9,7 | 2       | Sin cambios | S&D   |
|                         | Partido del Centro (Kesk)                   | 47 799  | 14,39 | 8   | 1       | Sin cambios | ALDE  |
|                         | Partido Popular Conservador (EKRE)          | 42 265  | 12,72 | 8,7 | 1       | 1           | ID    |
|                         | Isamaa (I)                                  | 34 188  | 10,29 | 3,6 | 1       | Sin cambios | PPE   |
|                         | Estonia 200 (E200)                          | 10 700  | 3,22  | Nv. | 0       | Nv.         |       |
|                         | Verdes Estonios (EER)                       | 5824    | 1,75  | 1,5 | 0       | Sin cambios |       |
|                         | Riqueza de la Vida (EE)                     | 2951    | 0,88  |     | 0       | Sin cambios |       |
|                         | Partido de la Izquierda Unida Estonia (EUV) | 221     | 0,06  |     | 0       | Sin cambios |       |
|                         | Candidatos independientes                   | 23 621  | 7,11  |     | 0       | Sin cambios |       |
|                         |                                             |         |       |     |         |             |       |
| Votos válidos           | Votos válidos                               | 332 104 | 99,8  |     |         |             |       |
| Votos blancos y nulos   | Votos blancos y nulos                       | 755     | 0,2   |     |         |             |       |
| Total                   | Total                                       | 332 859 | 100   | -   | 7       | 1           | -     |
| Abstenciones            | Abstenciones                                | 552 558 | 62,4  |     |         |             |       |
| Inscritos/participación | Inscritos/participación                     | 885 417 | 37,6  |     |         |             |       |